# Ośrodek Hodowli Żubrów Nadleśnictwa Niepołomice
Ośrodek Hodowli Żubrów Nadleśnictwa Niepołomice – prowadzony przez Nadleśnictwo Niepołomice zachowawczy ośrodek hodowli żubrów o charakterze zamkniętym znajdujący się w Puszczy Niepołomickiej, który działa w ramach projektu „Kompleksowa ochrona żubra przez Lasy Państwowe”.
Hodowla jest położona na terenie należącym do wsi Kłaj w pobliżu osady Poszyna.

## Charakterystyka

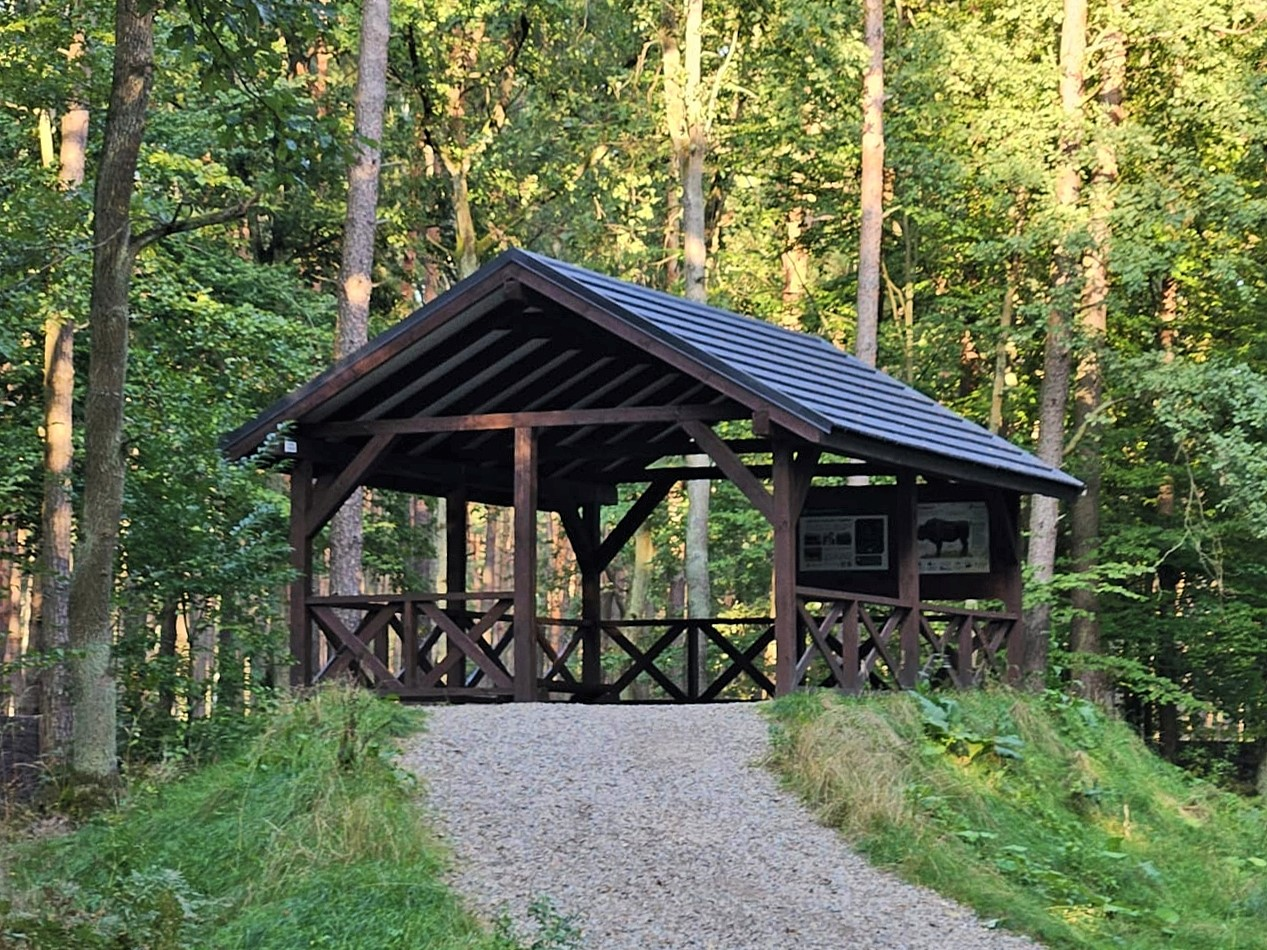
Podest do obserwacji żubrów

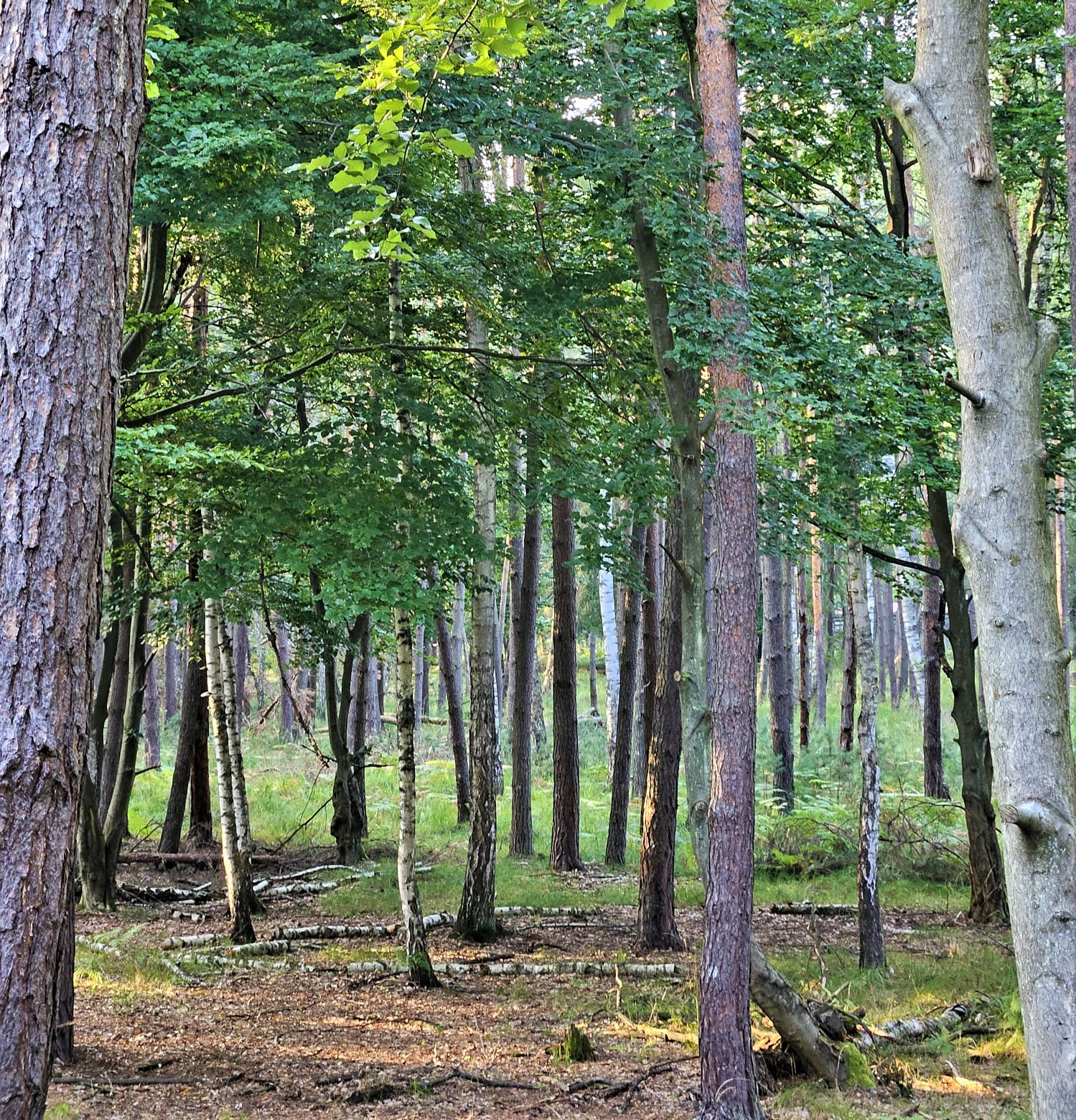
Kwatera bytowa nr 5

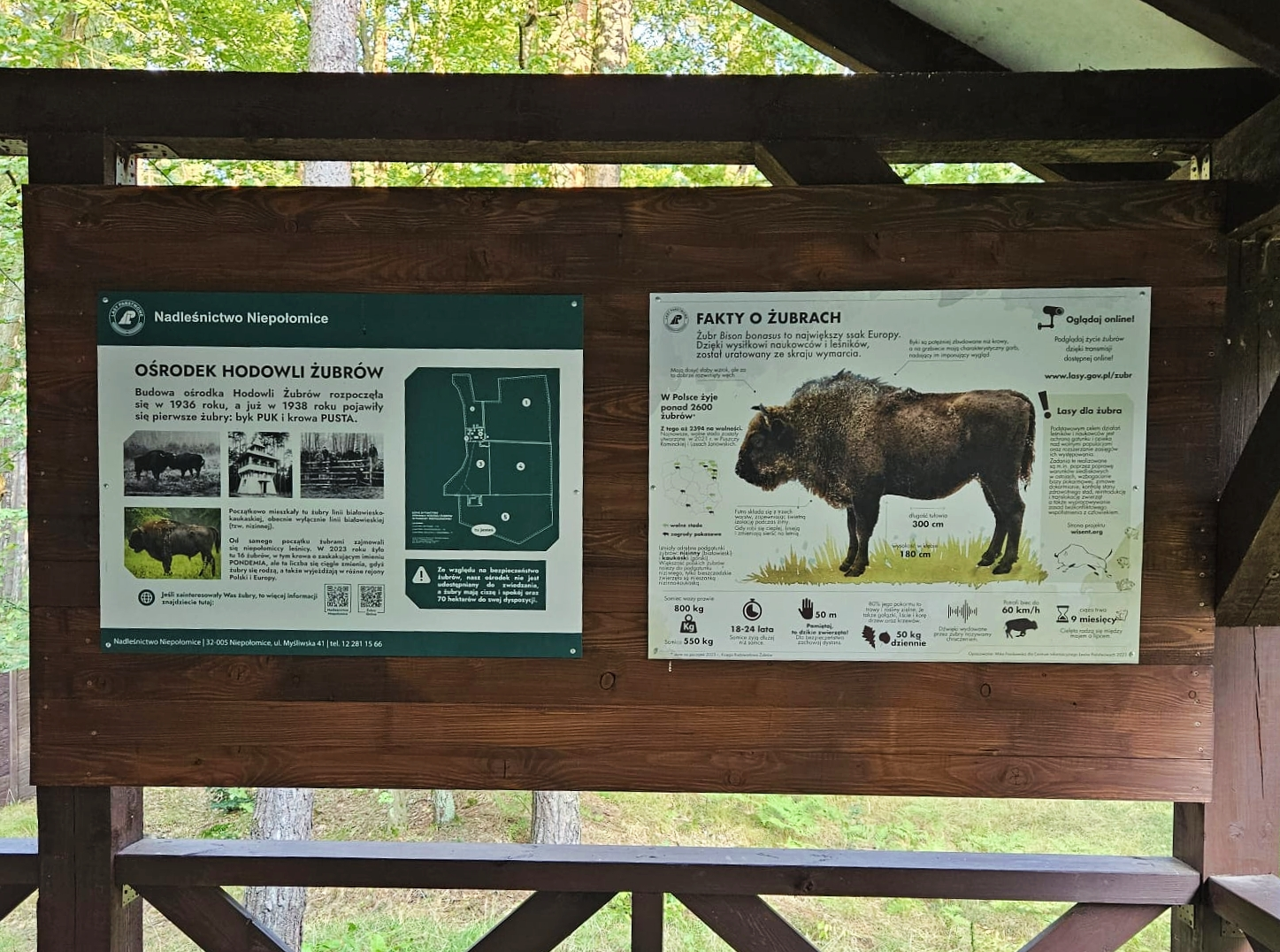
Tablica informacyjna w altance punktu widokowego

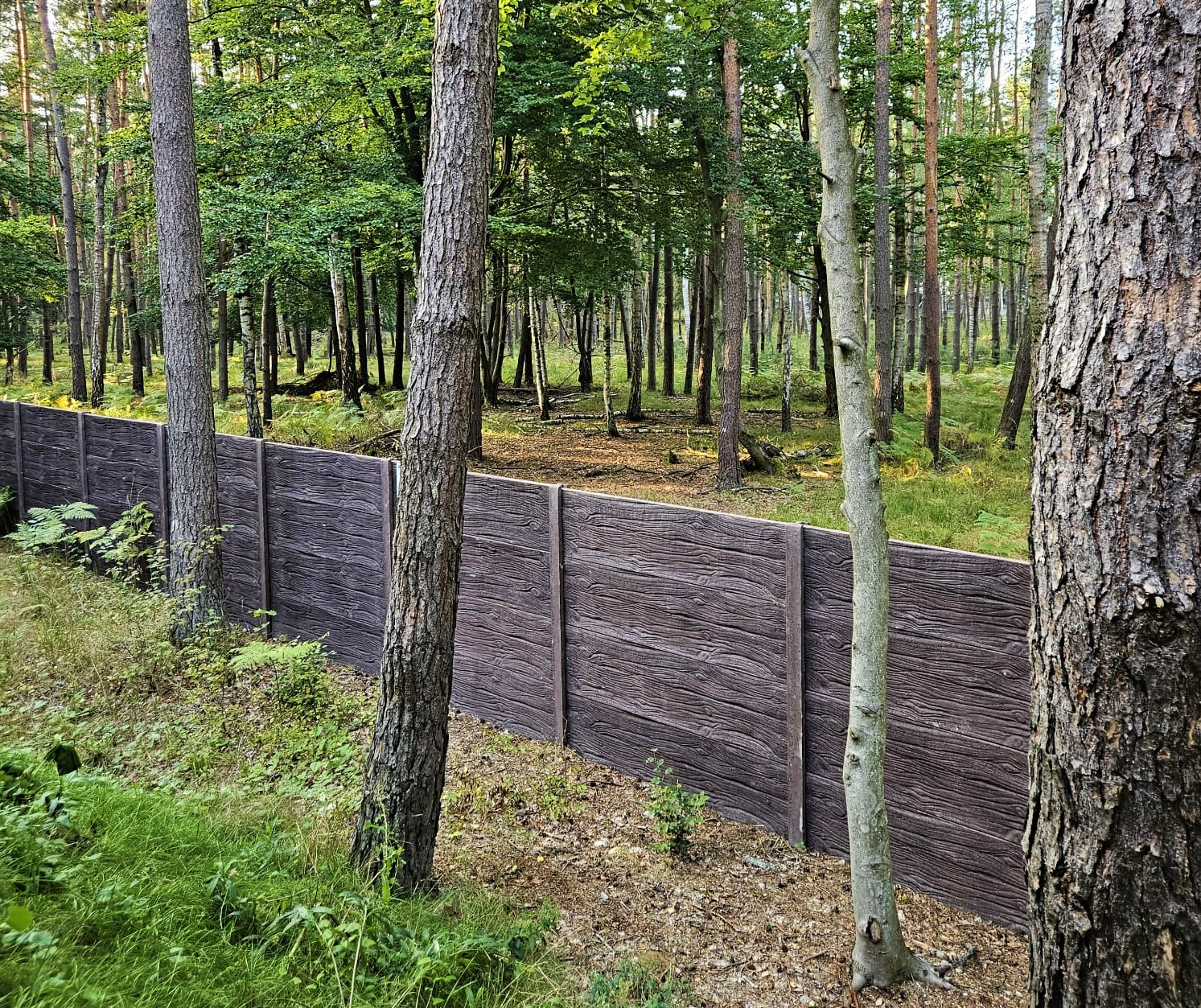
Ogrodzenie ośrodka

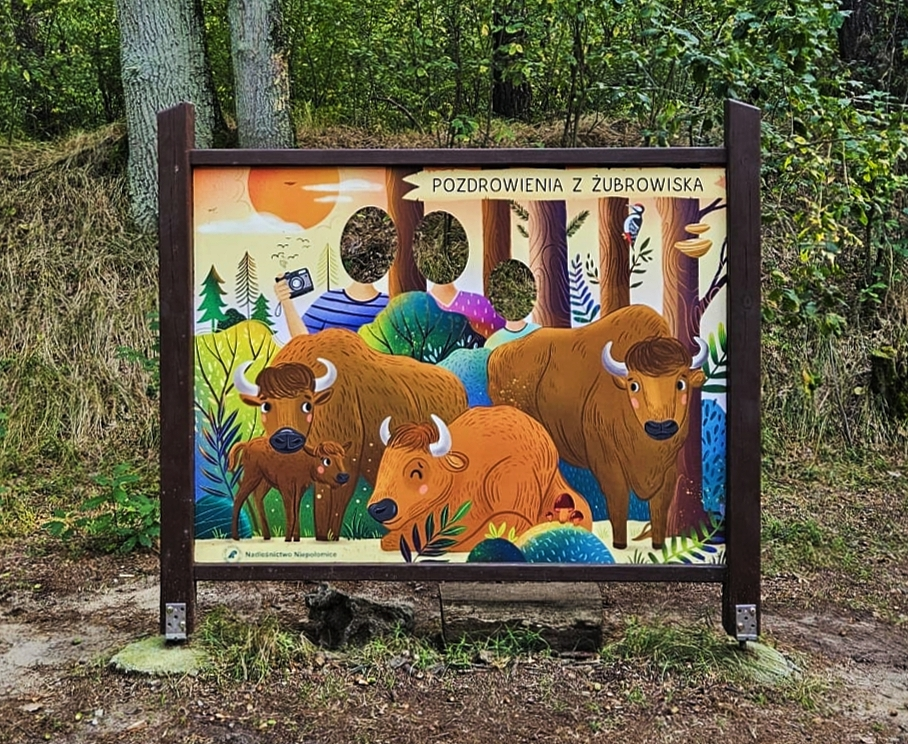
Pamiątka fotograficzna przy ośrodku

Ośrodek zajmuje powierzchnię 70 hektarów i jest podzielony na siedem obszarów – pięć kwater bytowych (z paśnikami, wodopojami i stanowiskami karmowymi), kwaterę gospodarczą oraz izolatkę/odłownię. Większość terenu ośrodka pokrywa gęsty las, w głównej mierze sosnowy, z domieszką dębu szypułkowego. Teren hodowli otoczony jest wysokim betonowym płotem o długości 3,5 kilometra. Populacja żubrów w hodowli utrzymuje się w ostatnich latach na poziomie około 16 osobników, a ich liczba optymalna ze względu na charakter i rozmiar ośrodka wynosi 25 osobników.
Początkowo w hodowli mieszkały żubry linii białowiesko-kaukaskiej (do roku 1976 wyłącznie z tej linii), z czasem jednak pozostały w niej jedynie żubry z linii białowieskiej. W ośrodku do 1 września 2024 roku na świat przyszło łącznie 279 żubrząt.

## Historia

### Początki hodowli i przerwa wojenna

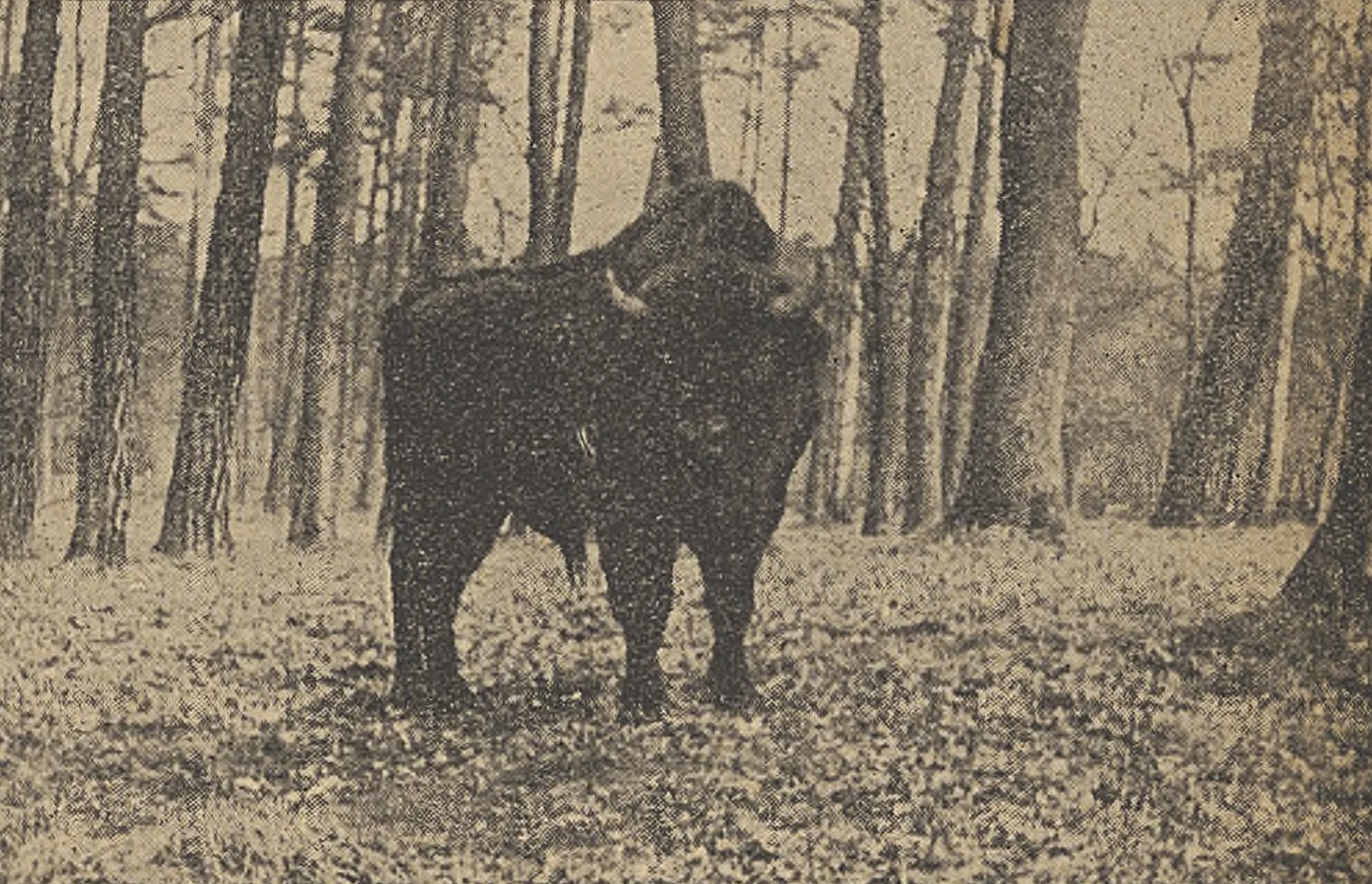
Żubr Puk w roku 1950

Budowa ośrodka rozpoczęła się w roku 1936, a pierwsze dwa żubry pojawiły się w niej dwa lata później, w roku 1938 (był to byk o imieniu Puk i krowa o imieniu Pusta, które do ośrodka trafiły z Białowieży). Zwierzętami opiekował się w tym czasie leśniczy Stanisław Siedlecki. Pierwszy żubr urodzony w ośrodku nosił imię Pulle i przyszedł na świat w roku 1939. Hodowla została przerwana w tym samym roku ze względu na wybuch II wojny światowej – zwierzęta zostały wywiezione do Berlina, a następnie do ZOO we Wrocławiu.
Początkowo ośrodek ogrodzony był drewnianym ogrodzeniem i podzielony na dwie kwatery bytowe oraz jedną gospodarczą (z wyodrębnioną izolatką) o łącznej powierzchni 26 hektarów. „Żubrownia” w okresie przedwojennym miała także funkcję ośrodka widokowego, w którym żubry oglądać można było ze znajdującej się na jego terenie wieży widokowej.

### Lata powojenne
W ośrodku żubry zagościły ponownie po zakończeniu wojny, w roku 1946. Do hodowli trafiły wtedy 2 krowy, 2 cielęta oraz 1 byk. Zwierzętami opiekował się ówcześnie leśniczy inż. Brudziana. W kolejnym roku do ośrodka trafiły kolejne 3 krowy oraz 3 cielaki, natomiast w roku 1948 do hodowli powrócił jej pierwszy mieszkaniec, byk Puk (po pobycie w Berlinie i Wrocławiu przebywał także w Łodzi i Smardzewicach), a także sprowadzona została dodatkowa krowa. Wszystkie zwierzęta pochodziły z Białowieży i reprezentowały linię białowiesko-kaukaską. Pierwsze dwa powojenne żubry urodziły się w ośrodku w roku 1947. W latach 1948–1955 zwierzętami opiekował się leśniczy Marian Kołpowski oraz trzech strażników.
W roku 1954, gdy ośrodek zamieszkiwało już 28 żubrów, z powodu epizootii pryszczycy padło 9 żubrów (5 cielaków, 3 dorosłe krowy i 1 byk). W ciągu roku na świat przyszło jednak 9 nowych cieląt, co pozwoliło nawet, w kolejnych dwóch latach, na przekazanie do ośrodka w Pszczynie łącznie 2 krów, 3 cielaków i 1 byka (w ośrodku tym, w wyniku epizootii tej samej choroby, padły wszystkie żubry).
W 1955 roku, na mocy Zarządzenia Ministra Leśnictwa, powołano do życia Ośrodek Hodowli Rzadkich Zwierząt w Niepołomicach, na którego czele stanął inż. Tadeusz Ewert (pełnił on tę rolę do roku 1974). Kolejnym kierownikiem ośrodka został Bogdan Neyman (pełnił on tę funkcję do roku 1978).
Na przełomie lat sześćdziesiątych i siedemdziesiątych XX wieku ośrodek został powiększony od południa o dwie kwatery bytowe o łącznej powierzchni 26 hektarów, a jego ogrodzenie zostało wymienione na betonowe.
W latach 1976–1978 do ośrodka sprowadzono z Białowieży i Pszczyny 10 żubrów (8 krów i 2 byki), które reprezentowały linię białowieską. Były to pierwsze żubry tej linii w niepołomickiej hodowli, w której do tej pory hodowano wyłącznie żubry linii białowiesko-kaukaskiej. Pierwsze zwierzęta linii białowieskiej przyszły w ośrodku na świat w roku 1979, a żubry linii białowiesko-kaukaskiej zostały ze stada wyeliminowane.
W roku 1979, za sprawą decyzji Ministra Leśnictwa i Przemysłu Drzewnego, ośrodek przekazany został w zarząd Ojcowskiemu Parkowi Narodowemu, a kierownikiem został Stanisław Wiktorowicz (pełnił on tę rolę do roku 1998).
W latach osiemdziesiątych XX wieku wymieniono pokrycia dachowe obiektów kubaturowych znajdujących się na terenie ośrodka.
Pomiędzy rokiem 1982 a 1986 w hodowli panowała tajemnicza choroba powodująca biegunki i odwodnienia żubrów, z powodu której padło łącznie 11 zwierząt. Podejrzewa się, że chorobę wywoływał wirus BVD/MD, którego obecność stwierdzono u padniętego w krakowskim ZOO byka przekazanego z ośrodka w roku 1983.

### III Rzeczpospolita
Na początku lat dziewięćdziesiątych XX wieku w ośrodku wybudowano m.in. magazyny na paszę.
W roku 1998, za sprawą rozporządzenia Rady Ministrów w sprawie Ojcowskiego Parku Narodowego, ośrodek przeszedł pod zarząd Nadleśnictwa Niepołomice, w którego gestii pozostaje do dziś.
W latach 1998–2007, za sprawą dotacji z Narodowego Funduszu Ochrony Środowiska i Gospodarki Wodnej, w ośrodku dokonano modernizacji kwater karmowych, remontu ogrodzeń, paśników, wodopojów, budynków gospodarczych i mieszkalnych, zakupu ciągnika z przyczepą, maszyn do zbioru siana, czy też zbiorników do przechowywania paszy, a przede wszystkim dokonano wybudowania odłowni oraz powiększenia ośrodka o dodatkową kwaterę bytową z całą infrastrukturą towarzyszącą (paśnik, wodopój, stanowiska karmowe) o powierzchni 18 hektarów.
W roku 2023, tuż za południowym ogrodzeniem ośrodka, przy kwaterze bytowej nr 5, zbudowany został podest do obserwacji żubrów.

### Kierunki przesiedleń
Niepołomickie żubry dały początek stadu w Bieszczadach, w Supraślu czy ZOO w Gdańsku.
Do Ośrodka Hodowli w Smardzewicach, w latach 1949–1964 przekazano łącznie 22 żubry, a do Ośrodka w Pszczynie, w latach 1955–1967, 14 żubrów. W Bieszczady, w latach 1963–1976, wywieziono 33 osobniki, do Nadleśnictwa Borki, w tym do Puszczy Boreckiej, w latach 1956–2006, 17 osobników. 2 żubry trafiły w roku 2008 do Nadleśnictwa Łobez i Dobrzany, 3 w latach 1993–2003 do OKL Gołuchów, a 2 w latach 1955–2003 do Puszczy Białowieskiej. W latach 1956–2002 łącznie 18 osobników trafiło do ogrodów zoologicznych w Białymstoku, Warszawie, Wrocławiu, Płocku, Nowym Tomyślu i Krakowie.
Łącznie 47 niepołomickich żubrów trafiło także zagranicę, do następujących krajów: Rosja, Niemcy, Czechy, Szwecja, Anglia, Bułgaria, Finlandia, Dania, Słowacja, Austria, Francja, Litwa, Hiszpania, Szwajcaria, czy też Kanada.

### Liczba zwierząt w ośrodku na przestrzeni lat
W trakcie roku 1999 na terenie ośrodka przebywała rekordowa liczba 36 żubrów.
| Rok       | Byki | Krowy | Razem |
| 1938      | 1    | 1     | 2     |
| 1939      | 1    | 2     | 3     |
| 1946      | 1    | 4     | 5     |
| 1947      | 1    | 12    | 13    |
| 1948      | 4    | 13    | 17    |
| 1950      | 2    | 13    | 15    |
| 1952      | 9    | 18    | 27    |
| 1954      | 11   | 16    | 27    |
| 1956      | 7    | 10    | 17    |
| 1958      | 7    | 13    | 20    |
| 1962      | 11   | 12    | 23    |
| 1964      | 6    | 9     | 15    |
| 1965      | 9    | 9     | 18    |
| 1966      | 9    | 7     | 16    |
| 1967      | 8    | 8     | 16    |
| 1968      | 7    | 8     | 15    |
| 1969      | 6    | 9     | 15    |
| 1970      | 3    | 11    | 14    |
| 1971      | 3    | 9     | 12    |
| 1972      | 3    | 10    | 13    |
| 1973      | 7    | 12    | 19    |
| 1974      | 5    | 13    | 18    |
| 1975      | 0    | 6     | 6     |
| 1976-1978 | 1    | 8     | 9     |
| 1979      | 4    | 10    | 14    |
| 1980      | 5    | 12    | 17    |
| 1981      | 7    | 13    | 20    |
| 1982      | 3    | 11    | 14    |
| 1983      | 3    | 9     | 12    |
| 1984      | 6    | 11    | 17    |
| 1985      | 6    | 8     | 14    |
| 1986      | 4    | 7     | 11    |
| 1987      | 5    | 9     | 14    |
| 1988-1990 | 6    | 13    | 19    |
| 1991      | 7    | 14    | 21    |
| 1992      | 7    | 15    | 22    |
| 1993      | 9    | 15    | 24    |
| 1994      | 11   | 16    | 27    |
| 1995      | 13   | 19    | 32    |
| 1996      | 4    | 17    | 21    |
| 1997      | 8    | 20    | 28    |
| 1998      | 8    | 22    | 30    |
| 1999      | 11   | 20    | 31    |
| 2000-2001 | 9    | 16    | 25    |
| 2002      | 6    | 16    | 22    |
| 2003      | 8    | 16    | 24    |
| 2004      | 7    | 13    | 20    |
| 2005      | 10   | 18    | 28    |
| 2006      | 5    | 16    | 21    |
| 2007      | 8    | 15    | 23    |
| 2008      | 6    | 15    | 21    |
| 2009      | 11   | 17    | 28    |
| 2010      | 11   | 15    | 26    |
| 2011      | 8    | 15    | 23    |
| 2012      | 5    | 15    | 20    |
| 2013      | 9    | 16    | 25    |
| 2014      | 9    | 13    | 22    |
| 2015      | 11   | 16    | 27    |
| 2016      | 10   | 16    | 26    |
| 2017      | 9    | 18    | 27    |
| 2018      | 7    | 16    | 23    |
| 2019      | 8    | 14    | 22    |
| 2020      | 4    | 15    | 19    |
| 2021      | 3    | 13    | 16    |
| 2022      | 4    | 12    | 16    |
| 2023      | ?    | ?     | 16    |